# میخالینا واباچ
میخالینا واباچ (انگلیسی: Michalina Łabacz؛ زادهٔ ۱۹۹۲) بازیگر اهل لهستان است. وی دانش‌آموختهٔ آکادمی ملی هنرهای نمایشی الکساندر زلوروویچ در ورشو است. او در سال ۲۰۱۷ برندهٔ جایزهٔ «بهترین بازیگر تازه‌کار» در جشنواره فیلم گدنیا شد.
از فیلم‌ها یا برنامه‌های تلویزیونی که وی در آن نقش داشته‌است، می‌توان به عروسی، ولین و بلفر اشاره کرد.